# Космос-482
Космос-482 — автоматична міжпланетна станція, яка дублювала станцію «Венера-8» по конструкції, складу бортових систем і наукової апаратури. 

## Запуск
Запуск був проведений 31 березня 1972 року, о 07:02:33, за допомогою ракети-носія «Молнія-М». Перші три ступеня ракети-носія відпрацювали штатно, забезпечивши виведення головного блоку на опорну навколоземну орбіту. Однак на міжпланетну траєкторію станція не вийшла внаслідок аварії  розгінного блоку. Апарат, який отримав назву «Космос-482», залишився на навколоземній орбіті.

## Подальша доля
На думку астронома, історика космонавтики Павла Шубіна, висловленій у липні 2018 року, «"Космос-482" повернеться до нас в найближчі 4-7 років». За його словами, після запуску станція разом з розгінним блоком залишилася на орбіті з параметрами 220 км на 9800 км, а за минулі півстоліття втратила близько 7400 км, знизивши апогей (найвищу точку орбіти) до 2400 км. Він додав, що поки не зрозуміло, де може приземлитися спускний апарат, але це станеться між 52 градусами північної і 52 градусами південної широти.
Науковці, які займаються відстеженням руху космічного сміття, визначили, що посадковий модуль «Космос-482», який має діаметр 1 м і важить майже 500 кг, має увійти в атмосферу Землі в період з 8 по 11 травня 2025 року. Особливістю є той факт, що модуль був створений дуже міцним, щоб витримати високу щільність і тиск атмосфери Венери, а також її надзвичайно високу температуру, яка сягає майже 500 °C. Тому більша частина посадкового модуля може не згоріти в атмосфері нашої планети та досягти її поверхні.
10 травня 2025 року, згідно повідомлення Європейського космічного агентства (ESA), «Космос-482» зійшов з орбіти та впав в Індійський океан. ESA вело постійний моніторинг ситуації стосовно «Космос-482», публікуючи оновлення про траєкторію польоту об'єкта. Останній раз апарат був зафіксований радарними системами над Німеччиною приблизно о 06:30 та 08:04 (за центральноєвропейським часом), після цього він більше не фіксувався, що і підтвердило вхід в атмосферу та подальше його падіння. Згідно з розрахунками, «Космос-482» міг увійти у щільні шари атмосфери о 09:24 (за київським часом) у точці, розташованій за 560 км на захід від острова Середній Андаман, і впав в Індійський океан західніше Джакарти.

## Інтернет-ресурси
- Aussies, Kiwis Take Mir Deorbit in Stride [Архівовано 9 червня 2001 у Wayback Machine.] 02:11 pm ET February 20, 2001
- Awaiting Mir's Crash Down Under [Архівовано 17 травня 2008 у Wayback Machine.] 02:00 AM Feb, 19, 2001
- Encyclopedia Astronautica [Архівовано 11 лютого 2017 у Wayback Machine.] [undefined] Помилка: {{Lang}}: немає тексту (допомога)